# Pui (Hunedoara)
Pui (veraltet Puiu; deutsch Hühnendorf, ungarisch Puj) ist eine Gemeinde im Kreis Hunedoara in Siebenbürgen, Rumänien.

## Geographische Lage

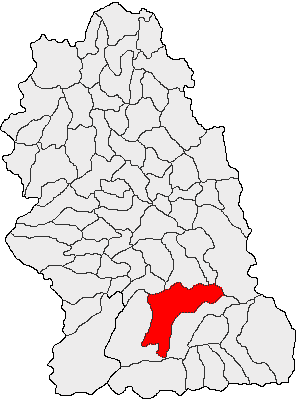
Lage der Gemeinde Pui im Kreis Hunedoara

Die Gemeinde Pui liegt nördlich des Retezat-Gebirges, an der Mündung des Baches Râu Bărbat in den Oberlauf des Strei (Strell). In der Südhälfte des Kreises Hunedoara, an der Bahnstrecke Simeria–Petroșani und der Europastraße 79 gelegen, befindet sich der Ort etwa 18 Kilometer südöstlich der Kleinstadt Hațeg (Hatzeg); die Kreishauptstadt Deva (Diemrich) liegt ca. 65 Kilometer nordwestlich von Pui entfernt.

## Geschichte
Der Ort Pui, ein Marktflecken, wurde 1426 erstmals urkundlich erwähnt und war Sitz eines Stuhlbezirks im historischen Komitat Hunyad des ungarischen Königreichs. Die Geschichte der Besiedlung des Ortes reicht jedoch – nach einem Bericht von D. V. Rosetti – bis in die Frühbronzezeit zurück. Im Gebiet der Gemeinde wurden nach Berichten von G. Téglás, J. F. Neigebauer, J. Ackner und anderen auf dem von den Einheimischen Grădiștea genannten Areal (ca. 4 km von Pui entfernt auf der rechten Seite des Strei) Reste einer römischen Befestigung gefunden.
Die Hauptbeschäftigung der Bevölkerung ist heute die Landwirtschaft, die Viehzucht und die Holzverarbeitung. Etwa 52 % der Gesamtfläche der Gemeinde werden landwirtschaftlich bearbeitet. Auf ca. 870 Hektar wird Mais angebaut, das entspricht 42 % der Anbaufläche (Stand 2010).

## Bevölkerung
Die Bevölkerung der Gemeinde entwickelte sich wie folgt:
| 1850 | 5.245 | 4.843 | 175 | 27 | 200           |
| 1900 | 6.966 | 6.339 | 416 | 95 | 116           |
| 1941 | 6.520 | 6.246 | 134 | 48 | 92            |
| 1977 | 5.788 | 5.706 | 63  | 6  | 13            |
| 2002 | 4.745 | 4.624 | 29  | 3  | 89            |
| 2011 | 4.122 | 3.927 | 12  | 3  | 180           |
| 2021 | 3.682 | 3.289 | 3   | 2  | 388 (46 Roma) |

Seit 1850 wurde auf dem Gebiet der heutigen Gemeinde die höchste Einwohnerzahl mit 7432, gleichzeitig die der Rumänen mit 6610 und die der Ungarn im Jahre 1910 mit 606 ermittelt. Die höchste Bevölkerungszahl der Deutschen wurde 1900 und die der Roma (196) 1850 registriert. Des Weiteren bekannten sich einige Einwohner als Serben (2 im Jahr 1930), als Ukrainer (höchste Einwohnerzahl 37 im Jahr 1966) sowie als Slowaken (2 im Jahr 1992).

## Sehenswürdigkeiten
- Der südöstliche Ortsteil von Pui (im 19. Jahrhundert errichtet) und die Anwesen Nr. 71–73 (im 18. Jahrhundert errichtet) stehen unter Denkmalschutz.[7]
- Die orthodoxe Kirche Pogorârea Sf. Duh im eingemeindeten Dorf Ponor, im 18. Jahrhundert errichtet, steht unter Denkmalschutz.[7]
- Auf dem Areal des eingemeindeten Dorfes Ohaba-Ponor befinden sich mehrere Höhlen (Peștera Bordu Mare, Peștera Poienii), in denen Behausungen aus der Altsteinzeit gefunden wurden.[8] Die Höhle Peștera Bordu Mare steht unter Denkmalschutz.[7]
- Der Ort ist auch Ausgangspunkt zum ca. 130 Quadratkilometer großen Retezater Nationalpark (Parcul Național Retezat).

## Söhne und Töchter der Stadt
- Dorin Alicu (1938–2013), Provinzialrömischer Archäologe
- Romulus Gabor (* 1961), Fußballspieler